# Ланція
Ланція (Lanzia) — рід грибів родини Rutstroemiaceae. Назва вперше опублікована 1884 року.

## Поширення та середовище існування
В Україні зростає ланція жовто-оливкова Lanzia luteovirescens.